# Hellisey
Hellisey es una isla deshabitada en Islandia en las coordenadas geográficas 63°21′37″N 20°22′11″O / 63.36028, -20.36972. Posee 0,1 kilómetros cuadrados o 10 hectáreas. Geográficamente es parte del archipiélago conocido como Vestmannaeyjar o islas Vestman. Administrativamente hace parte de la circunscripción de Suðvesturkjördæmi, en la región de Suðurland y el condado de las Islas Vestmann.